# Standard Ensign
Der Standard Ensign ist ein Personenkraftwagen des ehemaligen britischen Automobilherstellers Standard, der in seiner ursprünglichen Version von 1957 bis 1961 gebaut wurde. Der Ensign ist ein Schwestermodell des 1955 eingeführten Standard Vanguard III und seines Nachfolgers Vanguard Vignale, mit denen er technisch und stilistisch eng verwandt ist. Der Ensign galt als preiswerte Einsteigerversion des Vanguard und zielte vor allem auf Flottenbetreiber. Ungeachtet dessen nahm er einige technische und stilistische Modifikationen vorweg, die beim teureren Vanguard erst 1958 eingeführt wurden. Nachfolger des Ensign war der technisch veränderte Ensign DeLuxe, den es 1962 und 1963 gab.

## Entstehungsgeschichte
Die in Coventry ansässige Standard Motor Company war seit 1948 in der Mittelklasse mit der Baureihe Vanguard vertreten, die ab Herbst 1955 in der mittlerweile dritten Generation erhältlich war. Während der Vanguard Phase I (1948 bis 1953) und Phase II (1953 bis 1955) Einheitsmodelle gewesen waren, begann Standard kurz nach der Einführung des komplett neu konstruierten Vanguard Phase III, die Baureihe aufzufächern. 1956 kam zunächst eine leistungsgesteigerte Variante des Vanguard III mit leicht veränderter Frontpartie unter der Bezeichnung Standard Sportsman auf den Markt. Im Herbst 1957 erschien der Ensign, der unterhalb des Vanguard III bzw. seines Nachfolgers Vanguard Vignale positioniert war. Mit leicht veränderter Karosserie, reduzierter Ausstattung und schwächerer Motorisierung war der Ensign als preiswerte Alternative zum Vanguard III gedacht.
1960 wurde Standard von dem britischen Lkw-Hersteller Leyland übernommen. Darauf folgte eine Umstrukturierung der Modellpalette. Die kompakten Standard-Modelle Eight, Ten und Pennant liefen noch 1960 aus. Der Vanguard Vignale wurde mit einem Sechszylindermotor ausgestattet und als Vanguard Six in einem höheren Marktsegment positioniert. Der Ensign erfuhr ebenfalls eine Aufwertung. Mit einem etwas größeren Vierzylindermotor, der annähernd dem des bisherigen Vanguard Vignale entsprach, nahm er ab 1962 unter der Bezeichnung Ensign DeLuxe praktisch dessen Position ein.
Die Ensign-Reihe war ein für den Hersteller lukratives Auto: Standard erwirtschaftete erhebliche Gewinne mit ihr. Ungeachtet dessen lief seine Produktion wie die des Vanguard Six 1963 aus. Leyland stellte daraufhin die Marke Standard komplett ein und führte im Pkw-Bereich lediglich die Marke Triumph fort. Die Marktposition des Standard Vanguard und des Ensign nahm ab 1963 der Triumph 2000 ein.

## Modellbeschreibung

### Karosserie und Innenraum

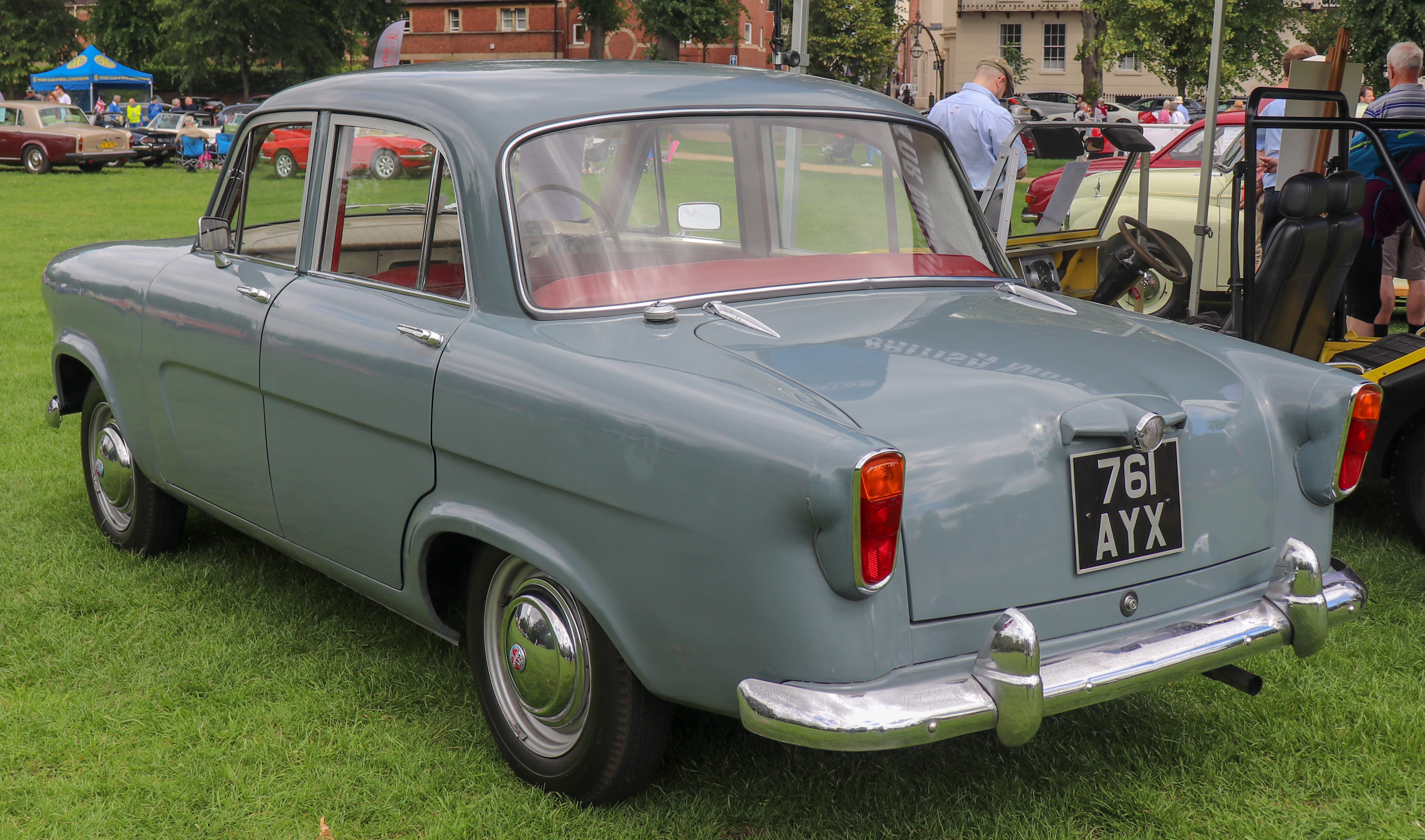
Heckpartie des Ensign

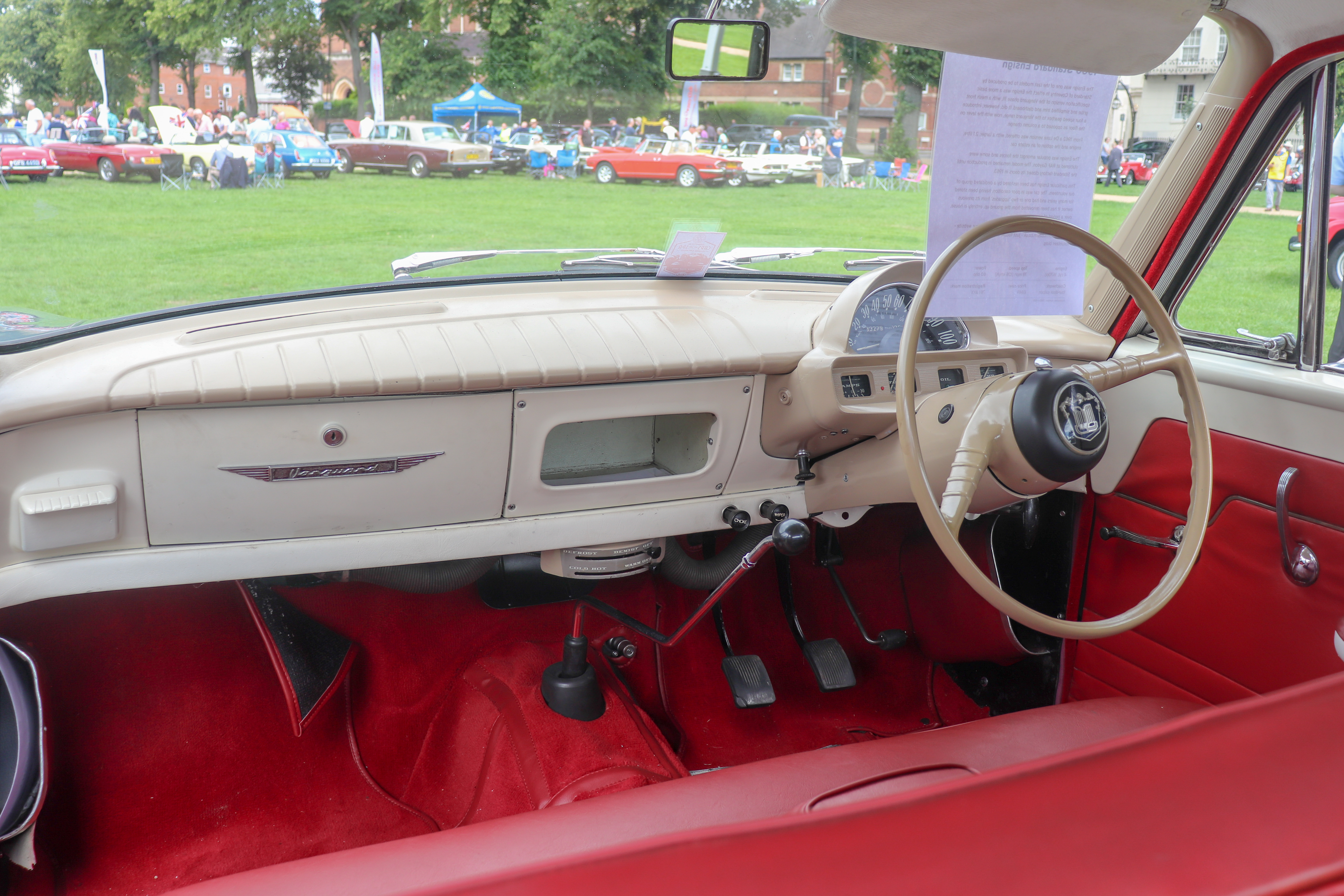
Innenraum des Ensign

Der Standard Ensign war in seiner ursprünglichen Form nur als viertürige Limousine erhältlich.
Die Karosserie des Ensign stimmt in ihrer Grundkonstruktion weitestgehend mit der des Vignale Phase III überein. Sie ist selbsttragend ausgelegt. Ihre Form geht auf den US-amerikanischen Designer Carl Otto zurück, der einige Gestaltungsmerkmale zeitgenössischer Mittelklassewagen von Chrysler, Ford und Studebaker kopierte. Die viertürige Limousine folgt der Pontonform, hat ein Stufenheck und einen trapezförmigen Fahrgastraum. Die Wagenflanken sind wie beim Vanguard Phase III von einer in den vorderen Türen beginnenden und bis zum Heck verlaufenden Sicke geprägt; allerdings ohne Chromleiste über der Sicke.
Die Frontgestaltung des Ensign weicht von der des Vanguard Phase III ab. Dessen über die Wagenbreite reichende Kühleröffnung, die von einer breiten waagerechten Strebe mit zahnartigen Chromaufsätzen geteilt wird, war Gegenstand vielfacher Kritik gewesen. Für den Ensign ließ Standard die Front- und die Heckpartie von dem italienischen Designer Giovanni Michelotti überarbeiten. Die Frontmaske wurde dabei vereinfacht, die waagerechte Trennstrebe entfiel. Stattdessen erhielt die Kühleröffnung eine umlaufende verchromte Einfassung und ein schlichtes Gitter. Die Blinkleuchten sind unter den Hauptscheinwerfern positioniert. Auch die Heckpartie wurde von Michelotti neu gestaltet: An die Stelle der runden Rückleuchten des Vanguard III traten beim Ensign senkrecht angeordnete rechteckige Leuchten. Michelottis Design war zunächst dem Ensign vorbehalten. Der Vanguard Phase III blieb bis 1958 mit der ursprünglichen, von Carl Otto entworfenen Front- und Heckpartie im Programm; erst sein Nachfolger, der Vanguard Vignale, übernahmen Michelottis Änderungen.
Die Ausstattung des Innenraums wurde beim Ensign ebenfalls vereinfacht. So fehlen die verchromte Zierleiste unter dem Instrumententräger und einige weitere Chromteile des Vanguard III sind beim Ensign aus Kunststoff.

### Motorisierung und Kraftübertragung
Die Motorisierung des Standard Ensign weicht von der des Vanguard Phase III ab.
- Basismotorisierung des Ensign ist ein 1670 cm³ großer Reihenvierzylinder-Ottomotor, der im Vanguard III nicht erhältlich war. Der Motor ist technisch mit dem 2,1 Liter großen Vierzylinder des Vanguard weitgehend gleich, hat aber eine verkleinerte Bohrung (76 statt 85 mm).[5] Seine Leistung beträgt 60 bhp (42 kW).

- Im Januar 1960 führte Standard als alternative Motorisierung einen von Perkins zugelieferten Vierzylinder-Dieselmotor mit 1,6 Liter Hubraum ein, der 42 bhp (32 kW) leistet. Das Unternehmen griff damit ein Motorisierungskonzept auf, das es bereits 1954 beim Vanguard Phase II versucht hatte: Der Vanguard Phase II war der erste britische Pkw, der werksseitig mit einem Dieselmotor ausgeliefert wurde.[6] Den Vanguard Phase III gab es nicht mit Dieselmotor.

Von Beginn hatte der Ensign ein neu konstruiertes, voll synchronisierten Vierganggetriebe mit Mittelschaltung, das im Vanguard Phase III nicht erhältlich war; dort kam noch ein Dreiganggetriebe mit Lenkradschaltung zum Einsatz. Erst der Vanguard Vignale ab 1958 übernahm das Vierganggetriebe. Auf Wunsch war im Ensign – wie später auch im Vanguard Vignale – ein Overdrive für das Vierganggetriebe lieferbar.

### Fahrwerk
Der Standard Ensign hat vorn Einzelradaufhängung mit Schraubenfedern, die ein Hilfsrahmen aufnimmt. Hinten ist eine Starrachse mit halbelliptischen Blattfedern eingebaut. Das Auto hat Trommelbremsen von Lockheed an allen Rädern.

### Fahrleistungen
Ein Ensign mit dem 1,7-Liter-Ottomotor wurde 1958 vom britischen Magazin The Motor getestet. Er erreichte eine Höchstgeschwindigkeit von 124,9 km/h und beschleunigte von 0–100 km/h in 24,4 s. Der Benzinverbrauch lag bei 9,91 l/100 km.

## Produktion und Preise
Bei seiner Markteinführung kostete der Standard Ensign 899,90 £. Das war der Einführungspreis des Vanguard Phase III im Herbst 1955 gewesen, der 1957 mittlerweile 1.103 £ kostete. Von 1957 bis 1961 entstanden 18.852 Ensign. Die Autos wurden überwiegend von Flottenbetreibern wie Mietwagenunternehmen und von der britischen Armee, hier insbesondere der Royal Air Force, abgenommen.

## Ensign DeLuxe

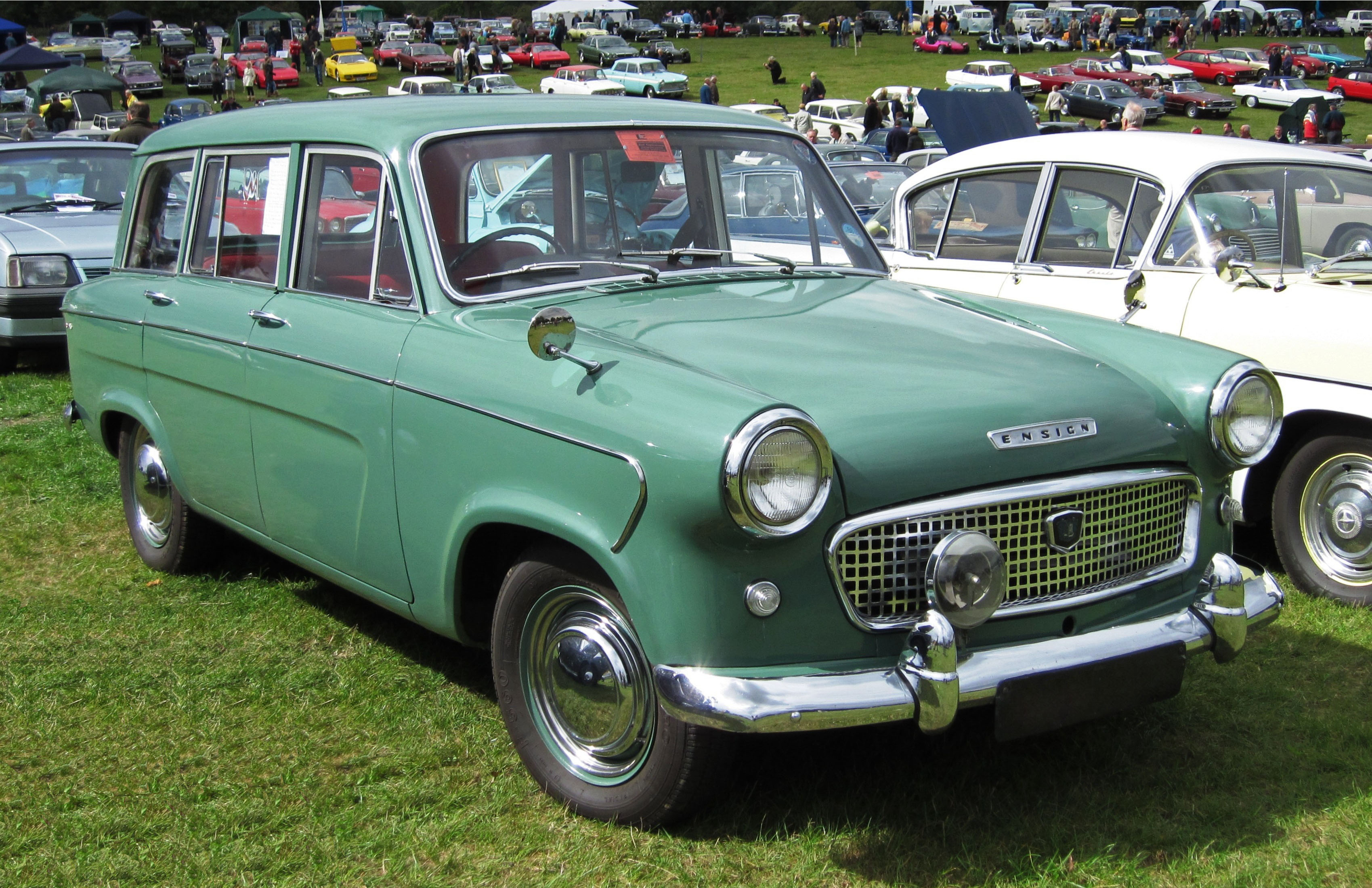
Ensign DeLuxe Estate

1962 stellte Standard die Produktion des ursprünglichen Ensign ein. Neu eingeführt wurde der Ensign DeLuxe, der die Rolle des bisherigen Standard Vanguard Vignale übernahm, dessen Produktion bereits 1961 ausgelaufen war. Innerhalb der Modellpalette Standards ergänzte der Ensign DeLuxe als Vierzylinder-Modell nun den Vanguard Six, der einen Sechszylindermotor hat.
Der Ensign DeLuxe war als viertürige Limousine und als fünftüriger Kombi erhältlich. Stilistisch war der Übergang vom Ensign zum Ensign DeLuxe nur mit geringen Änderungen verbunden. Der Ensign DeLuxe behielt die Frontpartie des bisherigen Ensign einschließlich seines schlichten Gitters vor der Kühleröffnung bei. Allerdings erhielt er die seitliche Chromleiste, die bis dahin nur am Vanguard Vignale, nicht aber am ursprünglichen Ensign angebracht worden war.
Die Motorisierung des Ensign DeLuxe war eigenständig. Weder der 1,7-Liter-Ottomotor noch der Perkins-Dieselmotor des ursprünglichen Ensign war im Ensign DeLuxe erhältlich. Stattdessen hatte der Ensign DeLuxe den gleichen 2,2 Liter (2138 cm³) großen Reihenvierzylindermotor wie der Triumph TR4. Im Ensign DeLuxe war die Motorleistung gegenüber der Triumph-Version jedoch deutlich reduziert. Statt 105 bhp (78 kW) leistete der Motor in der Standard-Limousine und im Kombi nur 75 bhp (56 kW). Damit war er geringfügig schwächer als der Standard Vanguard Six mit dem Sechszylindermotor, dessen Leistung mit 80 bhp (60 kW) angegeben wurde.
Von 1962 bis 1963 baute Standard 2316 Ensign DeLuxe.

## Der Standard Ensign in der Presse
In der britischen Presse wurde der Standard Ensign zumeist als liebloses, gleichsam nacktes Auto beschrieben (Plane Jane), das nur für kostenbewusste Käufer und Flottenbetreiber interessant sei. Der ostdeutschen Zeitschrift Kraftfahrzeugtechnik fiel der Standard Ensign aufgrund seines geringen Verbrauchs, aber auch wegen des praktischen Schnellganggetriebes und der effektiven Entwicklungsarbeit positiv auf.